# Giacomo Savini
Giacomo Savini (Bologna, 19 maggio 1998) è un pallamanista italiano, centrale del Cassano Magnago e della nazionale italiana.

## Carriera

### Club

#### Bologna United
Inizia la sua carriera nelle giovanili del Bologna United a 12 anni. Fa il suo esordio in massima serie nella stagione 2015-2016 nella trasferta vittoriosa per la sua squadra contro l'Ambra. Resta a Bologna per altre tre stagioni, dove si alterna tra giovanili e prima squadra.

#### Cassano Magnago
A seguito della retrocessione del Bologna nel 2019, Savini passa al Cassano Magnago, con il trasferimento annunciato il 18 giugno 2019.
Il 10 maggio 2020, a fronte della pandemia di COVID-19 che chiude in anticipo il campionato, viene annunciata la rescissione consensuale del contratto che lo legava alla squadra lombarda.

#### Guadalajara e Cavigal Nizza
L'11 maggio 2020 viene ufficializzato il suo passaggio in Liga ASOBAL al Guadalajara, con un accordo annuale. 
A fine stagione la squadra non riesce a evitare la retrocessione e più della metà della squadra esce dal contratto con il club castigliano, compreso Savini.
Il 4 giugno viene comunicato tramite i profili social del Cavigal Nizza, l'approdo ufficiale nel club della Costa Azzurra dove Savini firma un biennale. Con il Nizza conduce una stagione di alto profilo, riuscendosi a qualificare per la finale playoff promozione, persa però contro il Sélestat. A stagione terminata la commissione nazionale per la gestione dei fondi (CNACG) trova un buco di oltre un milione di euro nelle casse del Cavigal. Al termine delle indagini da parte dell'organo, la società francese viene esclusa dal campionato di ProLigue ed è costretta a ripartire dalla Nationale2, la quarta divisione. Molti giocatori lasciano il club rivierasco, compreso Savini, che chiude anticipatamente di un anno la sua avventura francese.

#### Ritorno a Cassano
Per la stagione 2022-2023 Savini rientra in Italia a Cassano Magnago insieme a Saitta e Moretti, per risollevare le sorti di una squadra che nel 2020 aveva lasciato al terzo posto e che al suo ritorno era reduce da due noni posti consecutivi. Il 25 febbraio 2025 vince ai FIGH Awards il premio come miglior giocatore italiano della Serie A Gold.

### Nazionale
Il 4 dicembre 2024 viene inserito nella long list dei convocati per il ritiro pre Mondiale 2025.

## Palmarès

### Competizioni nazionali
- Coppa Italia: 1

Cassano Magnago: 2024-25

### Competizioni giovanili
- Campionato italiano di pallamano maschile U18: 1

Bologna United: 2015-16
- Campionato italiano di pallamano maschile U14: 1

Bologna United: 2011-12

### Individuale
- MVP Youth League: 1 
2018-19

- FIGH Awards:
Miglior italiano di Serie A Gold 2024

## Statistiche

### Presenze e reti nei club
Statistiche aggiornate al 24 maggio 2025.
| Stagione           | Squadra            | Campionato         | Campionato | Campionato | Coppe nazionali | Coppe nazionali | Coppe nazionali | Coppe continentali | Coppe continentali | Coppe continentali | Altre coppe | Altre coppe | Altre coppe | Totale | Totale |
| Stagione           | Squadra            | Comp               | Pres       | Reti       | Comp            | Pres            | Reti            | Comp               | Pres               | Reti               | Comp        | Pres        | Reti        | Pres   | Reti   |
| ------------------ | ------------------ | ------------------ | ---------- | ---------- | --------------- | --------------- | --------------- | ------------------ | ------------------ | ------------------ | ----------- | ----------- | ----------- | ------ | ------ |
| 2015-2016          | Bologna Utd        | A                  | 5          | 6          | -               | -               | -               | -                  | -                  | -                  | -           | -           | -           | 5      | 6      |
| 2016-2017          | Bologna Utd        | A                  | 21         | 86         | -               | -               | -               | -                  | -                  | -                  | -           | -           | -           | 21     | 86     |
| 2017-2018          | Bologna Utd        | A                  | 24         | 83         | CI              | 3               | 11              | -                  | -                  | -                  | -           | -           | -           | 27     | 94     |
| 2018-2019          | Bologna Utd        | A                  | 25         | 98         | -               | -               | -               | -                  | -                  | -                  | -           | -           | -           | 25     | 98     |
| Totale Bologna Utd | Totale Bologna Utd | Totale Bologna Utd | 75         | 273        |                 | 3               | 11              |                    | -                  | -                  |             | -           | -           | 78     | 284    |
| 2019-2020          | Cassano Magnago    | A                  | 20         | 61         | CI              | 4               | 13              | ChC                | 2                  | 5                  | -           | -           | -           | 26     | 79     |
| 2020-2021          | Guadalajara        | LA                 | 34         | 55         | -               | -               | -               | -                  | -                  | -                  | -           | -           | -           | 34     | 55     |
| 2021-2022          | Cavigal Nizza      | D2                 | 32         | 63         | -               | -               | -               | -                  | -                  | -                  | -           | -           | -           | 32     | 63     |
| 2022-2023          | Cassano Magnago    | A                  | 26         | 120        | CI              | 1               | 4               | -                  | -                  | -                  | -           | -           | -           | 27     | 124    |
| 2023-2024          | Cassano Magnago    | A                  | 26         | 99         | CI              | 2               | 4               | -                  | -                  | -                  | -           | -           | -           | 28     | 103    |
| 2024-2025          | Cassano Magnago    | A                  | 28         | 128        | CI              | 3               | 17              | -                  | -                  | -                  | -           | -           | -           | 31     | 145    |
| Totale C. Magnago  | Totale C. Magnago  | Totale C. Magnago  | 100        | 417        |                 | 10              | 38              |                    | 2                  | 5                  |             | -           | -           | 132    | 450    |
| Totale carriera    | Totale carriera    | Totale carriera    | 242        | 808        |                 | 13              | 49              |                    | 2                  | 5                  |             | 0           | 0           | 256    | 862    |

### Cronologia, presenze e reti in nazionale
Aggiornato al 11 maggio 2025
| Data       | Città         | In casa     | Risultato | Ospiti     | Competizione                 | Reti |
| ---------- | ------------- | ----------- | --------- | ---------- | ---------------------------- | ---- |
| 11-01-2018 | Bolzano       | Romania     | 34-24     | Italia     | Qual. Mondiali 2019          |      |
| 12-01-2018 | Bolzano       | Italia      | 29-28     | Ucraina    | Qual. Mondiali 2019          |      |
| 13-01-2018 | Bolzano       | Italia      | 29-18     | Fær Øer    | Qual. Mondiali 2019          |      |
| 24-10-2018 | Mosca         | Russia      | 34-20     | Italia     | Qual. Euro20                 |      |
| 27-10-2018 | Padova        | Italia      | 22-30     | Ungheria   | Qual. Euro20                 |      |
| 13-06-2019 | Busto Arsizio | Italia      | 23-30     | Russia     | Qual. Euro20                 |      |
| 16-06-2019 | Kecskemét     | Ungheria    | 32-29     | Italia     | Qual. Euro20                 | 2    |
| 11-01-2019 | Benevento     | Georgia     | 28-25     | Italia     | Qual. Mondiali 2021          | 3    |
| 12-01-2020 | Benevento     | Italia      | 24-29     | Romania    | Qual. Mondiali 2021          | 2    |
| 08-11-2020 | Pescara       | Italia      | 24-39     | Norvegia   | Qual. Euro22                 |      |
| 07-01-2021 | Chieti        | Italia      | 28-17     | Lettonia   | Qual. Euro22                 | 1    |
| 10-01-2021 | Valmiera      | Lettonia    | 31-29     | Italia     | Qual. Euro22                 | 2    |
| 10-03-2021 | Minsk         | Bielorussia | 37-32     | Italia     | Qual. Euro22                 | 2    |
| 16-03-2022 | Padova        | Italia      | 28-29     | Slovenia   | Qual. Mondiali 2023          | 1    |
| 20-03-2022 | Celje         | Slovenia    | 28-21     | Italia     | Qual. Mondiali 2023          | 2    |
| 27-06-2022 | Arzew         | Egitto      | 38-35     | Italia     | Giochi del Mediterraneo 2022 | 3    |
| 30-06-2022 | Arzew         | Italia      | 33-34     | Serbia     | Giochi del Mediterraneo 2022 | 3    |
| 01-07-2022 | Arzew         | Tunisia     | 34-29     | Italia     | Giochi del Mediterraneo 2022 |      |
| 04-07-2022 | Arzew         | Italia      | 34-25     | Turchia    | Giochi del Mediterraneo 2022 | 2    |
| 13-10-2022 | Katowice      | Polonia     | 30-23     | Italia     | Qual. Euro24                 |      |
| 16-10-2022 | Pescara       | Italia      | 29-40     | Francia    | Qual. Euro24                 | 3    |
| 09-03-2023 | Pescara       | Italia      | 36-23     | Lettonia   | Qual. Euro24                 | 2    |
| 12-03-2023 | Valmiera      | Lettonia    | 23-29     | Italia     | Qual. Euro24                 | 4    |
| 27-04-2023 | Vigevano      | Italia      | 29-31     | Polonia    | Qual. Euro24                 | 3    |
| 30-04-2023 | Rouen         | Francia     | 41-27     | Italia     | Qual. Euro24                 | 2    |
| 01-11-2023 | Sakarya       | Turchia     | 37-28     | Italia     | Qual. Mondiali 2025          | 2    |
| 05-11-2023 | Chieti        | Italia      | 37-27     | Turchia    | Qual. Mondiali 2025          | 2    |
| 13-03-2024 | Hasselt       | Belgio      | 25-29     | Italia     | Qual. Mondiali 2025          | 1    |
| 18-03-2024 | Pescara       | Italia      | 33-31     | Belgio     | Qual. Mondiali 2025          | 2    |
| 09-05-2024 | Conversano    | Italia      | 32-26     | Montenegro | Qual. Mondiali 2025          |      |
| 12-05-2024 | Podgorica     | Montenegro  | 32-34     | Italia     | Qual. Mondiali 2025          | 6    |
| 10-11-2024 | Fasano        | Italia      | 31-30     | Serbia     | Qual. Euro26                 |      |
| 14-01-2025 | Herning       | Italia      | 32-25     | Tunisia    | Mondiali 2025 - 1º turno     | 3    |
| 16-01-2025 | Herning       | Italia      | 32-23     | Algeria    | Mondiali 2025 - 1º turno     | 2    |
| 18-01-2025 | Herning       | Danimarca   | 39-20     | Italia     | Mondiali 2025 - 1º turno     | 1    |
| 21-01-2025 | Herning       | Rep. Ceca   | 18-25     | Italia     | Mondiali 2025 - Main Round   | 1    |
| 23-01-2025 | Herning       | Italia      | 27-34     | Germania   | Mondiali 2025 - Main Round   | 3    |
| 25-01-2025 | Herning       | Italia      | 25-33     | Svizzera   | Mondiali 2025 - Main Round   | 1    |
| 13-03-2025 | Jelgava       | Lettonia    | 30-35     | Italia     | Qual. Euro26                 | 1    |
| 16-03-2025 | Oristano      | Italia      | 41-30     | Lettonia   | Qual. Euro26                 | 3    |
| 08-05-2025 | Fasano        | Italia      | 29-33     | Spagna     | Qual. Euro26                 | 1    |
| 11-05-2025 | Kraljevo      | Serbia      | 28-24     | Italia     | Qual. Euro26                 | 2    |
| Totale     |               | Presenze    | 42        |            | Reti                         | 63   |